# Kampf um die Brester Festung (1939)
Danzig – Westerplatte – Tucheler Heide – Krojanten – Mlawa – Radom – Wizna – Bzura – Brześć – Lemberg – Rawa Ruska – Lublin – Kampinos-Heide – Warschau – Szack – Modlin – Halbinsel Hel – Kock
Die Schlacht um die strategisch wichtige Festung Brest-Litowsk (auch: Belagerung der Festung Brest-Litowsk) ereignete sich im Rahmen des Überfalls auf Polen während des Zweiten Weltkrieges zwischen dem 14. und 17. September 1939 in der Nähe der Stadt Brest-Litowsk am Fluss Bug. Nach drei Tagen schwerer Kämpfe konnten sich Teile der polnischen Festungsbesatzung zurückziehen; der Rest kapitulierte gegenüber dem deutschen XIX. Armeekorps (mot.) unter General Heinz Guderian.

## Verlauf

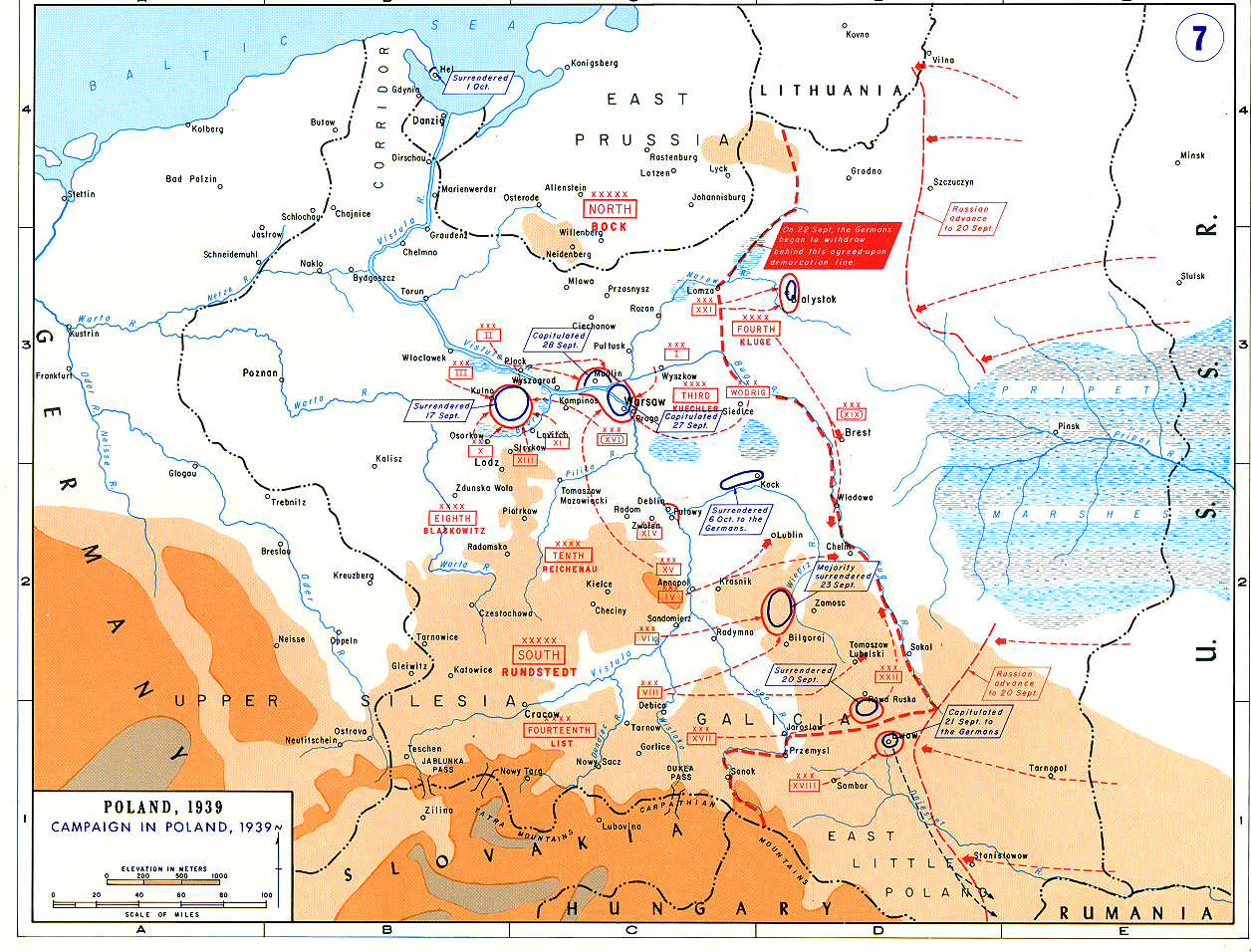
Gesamtlage

Die Vorbereitungen zum Angriff begannen am 13. September mit dem Eintreffen erster deutscher Aufklärungseinheiten im Zielgebiet. Am gleichen Tage erging der Befehl zum Angriff auf die Festung Brest-Litowsk durch General Heinz Guderian. Am Morgen des 14. September drangen erste Teile der 10. Panzer-Division (Aufklärungsabteilung und Panzerregiment 8) in die Frontlinie vor Brest vor. Um die Festung in einem schnellen Überraschungsangriff zu nehmen, setzte General Guderian das gesamte Korps zum Angriff an. Am 15. September wurde der Ring um die Stadt von Osten her geschlossen. Ein Versuch, die Festung durch einen schnellen Panzerangriff im Handstreich einzunehmen, scheiterte an den im Festungseingang quer gestellten polnischen Renault-FT-Panzern, da die deutschen Panzer deshalb nicht ins Festungsinnere vordringen konnten.
Zur Vorbereitung eines größeren Angriffs auf die Festung wurde der deutsche Korpsgefechtsstand in die nahe gelegene Ortschaft Kamieniec Litewski verlegt. Am 16. September wurden die 20. motorisierte Infanterie-Division und die 10. Panzer-Division zum Angriff eingesetzt. Hierbei sollte die Festung durch Erstürmung der Wallkrone eingenommen werden. Dieser Angriff konnte von den polnischen Verteidigern abgewehrt werden und scheiterte unter hohen deutschen Verlusten.

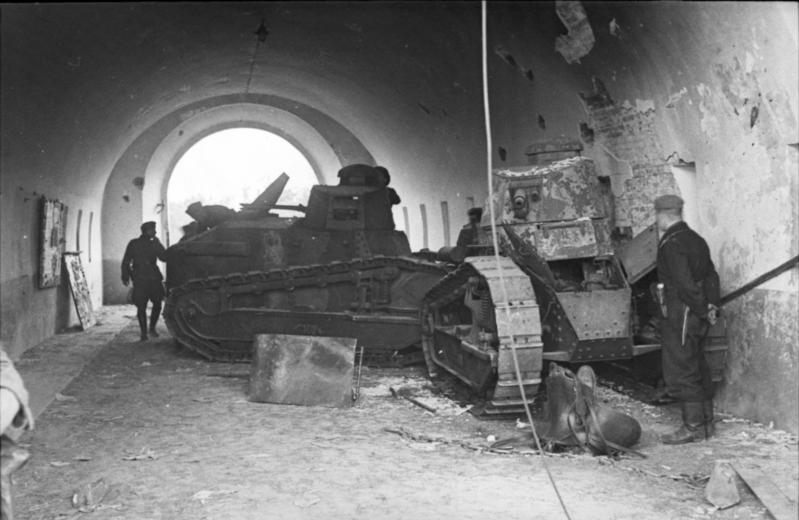
Ein Tor auf der nördlichen Festungsinsel, blockiert durch polnische Renault-FT-Panzer

Erst am Morgen des 17. September, dem Tag des sowjetischen Überfalls auf Ostpolen, konnte die Festung eingenommen werden, als die polnische Festungsbesatzung versuchte, über die unversehrte Bugbrücke in Richtung Westen auszubrechen. Die Einnahme der Festung erfolgte durch das Infanterieregiment 76 unter Oberst Hans Gollnick.

## Verständigung mit der Roten Armee
Kurz darauf erreichten erste Einheiten der Roten Armee Brest-Litowsk. Nach dem Molotow-Ribbentrop-Pakt sollte das gesamte Festungsgebiet östlich des Bug bis zum 22. September 1939 geräumt und an die Sowjetunion übergeben werden. Dieser kurze Zeitraum reichte jedoch nicht aus, um alle deutschen Verwundeten und liegengebliebene Fahrzeuge zu bergen. Daher wurde durch mündlich Verhandlungen in der von General Guderian und dem sowjetischen Brigadegeneral Semjon Kriwoschein beherrschten französischen Sprache eine Sondervereinbarung getroffen, gemäß welcher die Räumungsfrist verlängert wurde, bis alle deutschen Fahrzeuge und Verwundeten über den Bug transportiert waren. Im Gegenzug verzichtete Guderian auf die Verbringung der in der Festung erbeuteten polnischen Vorräte über den Bug und übergab diese vollständig den sowjetischen Streitkräften.

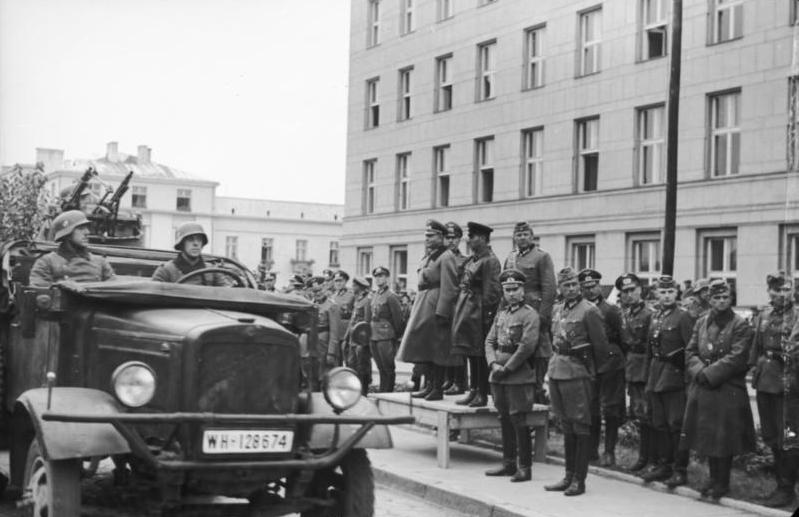
Parade in Brest-Litowsk am 22. September 1939

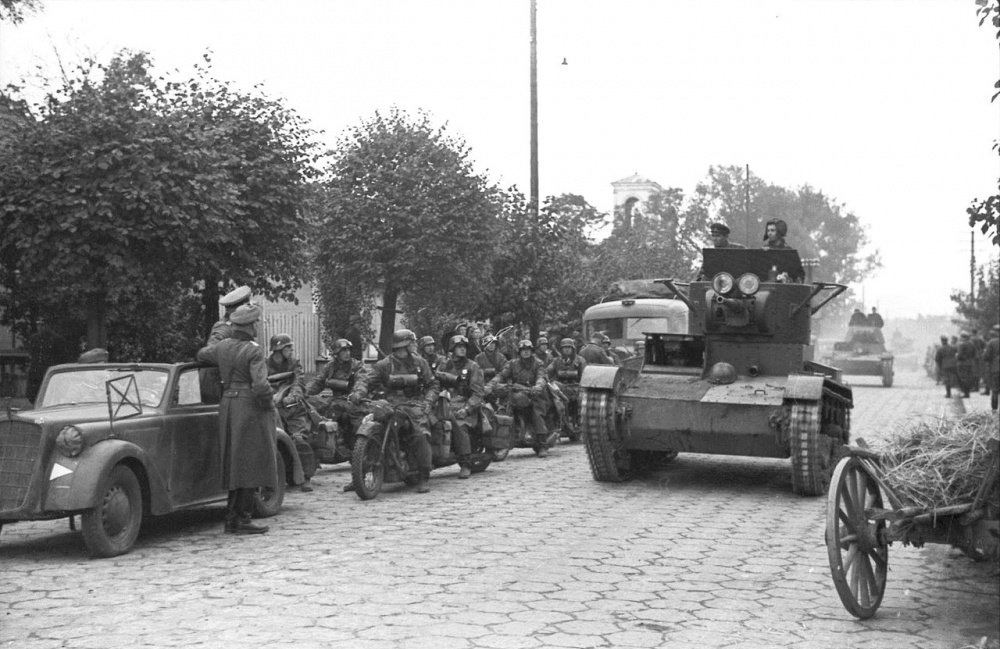
Sowjetische Panzer und deutsche Kradfahrer

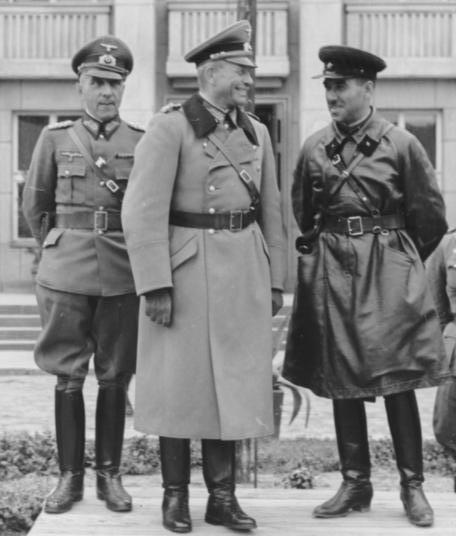
General der Panzertruppe Heinz Guderian (Mitte) und Brigadegeneral Semjon Kriwoschein (rechts) während der Parade

Nach dem Ende der Kämpfe kam es am 22. September 1939 anlässlich des deutschen Abzugs zu einer gemeinsamen Militärparade in Brest-Litowsk. Der östlich des Bugs gelegene Teil der Festung wurde an die Sowjetunion übergeben.